# Connor MacLeod
Connor MacLeod (ur. 1518 w Glenfinnan nad Loch Shiel) – postać fikcyjna, nieśmiertelny szkocki góral, bohater serii filmów. Francuski aktor Christopher Lambert wcielił się w MacLeoda jako główny bohater czterech filmów: Nieśmiertelny (1986), Nieśmiertelny 2 (1991), Nieśmiertelny III: Czarnoksiężnik (1994)  i Nieśmiertelny IV: Ostatnia rozgrywka (2000). Pojawił się także w jednym odcinku serialu Nieśmiertelny (1992), w którym głównym bohaterem jest Duncan MacLeod grany przez Adriana Paula.